# Musculus pectoralis minor
Der Musculus pectoralis minor (lat. für „kleinerer Brustmuskel“) ist ein Skelettmuskel des Menschen, der vom Musculus pectoralis major abstammt und von dem er völlig bedeckt ist. Bei vierfüßigen Säugetieren sind die Verhältnisse der beiden Brustmuskeln umgekehrt: Der oberflächlich gelegene Musculus pectoralis superficialis ist deutlich schwächer ausgebildet als der darunter liegende tiefe Brustmuskel (Musculus pectoralis profundus).

## Anatomie

Musculus pectoralis minor.

Seinen Ursprung hat er an der 3. bis 5. Rippe, ca. 1 bis 2 cm von der Knochen-Knorpel-Grenze, manchmal zusätzlich an der 2. oder 6. Rippe, und zieht aufwärts zum Processus coracoideus (Rabenschnabelfortsatz) des Schulterblatts. Er ist damit der einzige Schultergürtelmuskel, der nicht an der freien oberen Extremität ansetzt.
Zum einen zieht der Muskel die Schulter nach schräg vorne unten. Darüber hinaus bewirkt er die Einwärtsdrehung des Schulterblatts und dient bei fixiertem Oberarm und Schulterblatt als Atemhilfsmuskel. Innerviert wird der Musculus pectoralis minor von den Nervi pectorales medialis und lateralis (C6-C8) aus dem Plexus brachialis.
Unter dem Musculus pectoralis minor verläuft der mittlere Abschnitt der Arteria axillaris. Seitlich als auch medial des Muskels liegen die Achsellymphknoten.

## Klinik
Bei der Lähmung des Musculus pectoralis minor können die zur Horizontalen erhobenen Arme nicht mehr überkreuzt werden. Es ist auch nicht mehr möglich, die Hand der gelähmten Seite auf die Rückseite der anderen Schulter zu führen. Beim Pectoralis-minor-Syndrom kommt es bei starker  Abspreizung (Abduktion) und Retroversion zu einer Einengung und Funktionsschädigung des Plexus brachialis und der Achselarterie, die jedoch nur selten bleibende Schäden hervorruft. Eine Reizung der Ansatzsehne (Insertionstendinose) tritt vor allem bei Wurfsportarten, Handballern und Tennisspielern auf. Die gewaltsame Überabspreizung des Arms kann sogar zu einem Abriss der Ansatzsehne des Musculus pectoralis minor führen.